# Tim (àlbum d'Avicii)

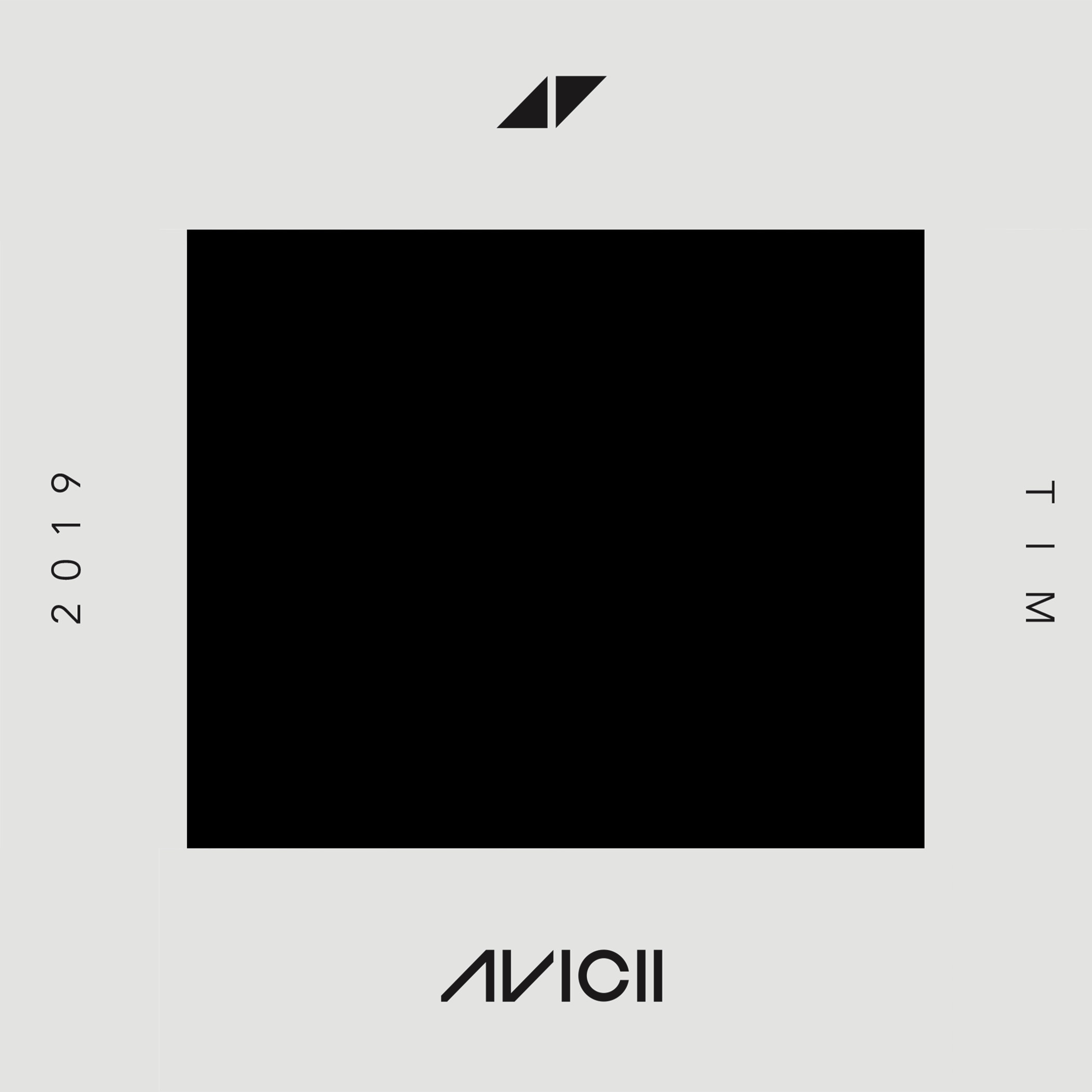
Portada de l'àlbum.

Tim és l'àlbum musical pòstum d'Avicii, que es va publicar més d'un any després de la mort de l'artista suec. El disc conté 12 cançons i es va posar a la venda el dia 21 de juny de 2019. Venia precedit pels senzills SOS i Tough Love. Excepte Heart Upon My Sleeve (del 2013) i Heaven (que a tot tardar va ser començada a principis del 2015), Avicii va treballar en aquestes cançons entre els mesos de gener i març del 2013.

## Senzills

### Sos
El primer avançament es va estrenar la tarda del dia 10 d'abril de 2019. Compta amb la veu d'Aloe Blacc, amb qui Avicii ja va col·laborar en la cançó més coneguda de Bergling, Wake Me Up. Va ser la primera cançó llançada oficialment després de la mort del músic i va esdevenir un èxit considerable arreu d'Europa. Va aconseguir la el número 1 de la llista sueca durant diverses setmanes i la cançó ha aconseguit mantenir-se tres mesos entre les deu cançons més exitoses del país. Va assolir molt bones posicions en altres mercats europeus com el número 6 al Regne Unit (on va passar 10 setmanes al top 10), número 8 a Alemanya, etc. Fora del continent europeu, va aconseguir el número 1 a la llista de cançons occidentals més populars al Japó. També va passar mesos entre les 10 primeres posicions dins la llista diària de cançons més escoltades a Spotify, arribant a ser la tercera cançó més escoltada arreu del món el dia 12 d'Abril.
SOS només compta amb una remescla oficial, que és la que ha fet Laidback Luke.

### Tough Love
Estrenada el dia 17 de maig del 2019, aquesta cançó compta amb la col·laboració de Salem Al Fakir i Vincent Pontare (coneguts amb els noms artístics Vargas & Lagola) així com d'Agnes Carlsson. Avicii només va treballar amb el duo, però va manifestar el desig que aquesta cançó fos un duet entre una parella en la vida real, i per això Fakir i Pontare van escollir la cantant Agnes Carlsson, que és la parella de Pontare a la vida real. La cançó no va repetir l'èxit comercial de SOS. Tiësto va remesclar la cançó.

## Llista de cançons
1. Friend of Mine - amb Vargas & Lagola
2. Heaven
3. SOS - amb Aloe Blacc
4. Tough Love - amb Vargas & Lagola, Agnes Carlsson
5. Bad Reputation - amb Joe Janiak
6. Ain't A Thing - amb Bonn
7. Hold The Line - amb A R I Z O N A
8. Freak - amb Bonn
9. Excuse me mr Sir - amb Vargas & Lagola
10. Heart Upon My Sleeve - amb Imagine Dragons
11. Never Leave Me - amb Joe Janiak
12. Fades Away - amb Noonie Bao

## Curiositats
- Freak agafa la melodia de la cançó "Ue o Muite Akuko" deKyu Sakamoto.[6]
- Heaven va ser enregistrada per dos vocalistes: la primera demo que Avicii va punxar al 2014 comptava amb la veu de Chris Martin. Més endavant, va passar a fer servir la versió amb la veu de Simon Aldred, ja que la considerava millor. Però, en últim lloc, va tornar a canviar d'opinió i va tornar a utilitzar la versió amb el líder de Coldplay.
- La versió vocal de Heart Upon My Sleeve ja va aparèixer a un mix promocional que Avicii va compartir a Soundclod l'any 2013, i la instrumental de la cançó ja havia aparegut al seu àlbum debut True